# Raba (Wisła)
Raba er en højre biflod til Wisła i Polen. Den har sit udspring i Przełęcz Sieniawska passet i Beskiderne og løber i nordøstlig retning via Rabka-Zdrój, Mszana Dolna, derfra mod nordnordvest til Myślenice og derfra videre mod nordøst via Dobczyce og Bochnia til udmundingen i Wisła ved Uście Solne. Den har en længde på 131,9 km og et afvandingsområde på 1537,1 km².
Raba løber gennem det 10,7 km² store reservoir Jezioro Dobczyckie ovenfor Dobczyce.